# Kanervasaari (ö i Lappland)
Kanervasaari är en ö i Finland. Den ligger i sjön Alajärvi och i kommunen Posio i den ekonomiska regionen  Östra Lapplands ekonomiska region  och landskapet Lappland, i den norra delen av landet, 700 km norr om huvudstaden Helsingfors. Öns area är 1,5 hektar och dess största längd är 190 meter i sydväst-nordöstlig riktning.